# 高欢 (羽毛球运动员)
高欢（1990年1月20日—）是辽宁人，中国男子羽毛球运动员。

## 簡歷
2007年10月，高欢在奧克蘭舉行的世界青年羽毛球錦標賽中，代表中青队夺得混合团体赛冠军；並在男單比賽贏得季軍。
2008年10月，他再次參加浦那舉行的世界青年羽毛球錦標賽，成功衛冕混合团体賽冠军，後在男單决赛中不敵隊友王睁茗，屈居亞軍。
2013年7月，代表中國（北京體育大學）出戰俄羅斯喀山舉行的世界大學生運動會，參加羽毛球比賽的男子單打及混合團體項目，贏得兩面銀牌。
2014年9月，在韩国仁川亚洲运动会上代表中国参加羽毛球男子团体比赛，获得银牌。
2015年7月，高欢代表中国（北京体育大学）出戰韓國光州市舉行的世界大學生運動會羽毛球比賽，贏得混合團體銀牌。

## 主要比賽成績
只列出曾進入準決賽的國際賽事成績：
| 年份   | 賽事                     | 公開賽級別 | 項目     | 成績              |
| ------ | ------------------------ | ---------- | -------- | ----------------- |
| 2008年 | 亚洲青年羽毛球錦標賽     | 其他       | 混合團體 | 冠軍              |
| 2008年 | 亚洲青年羽毛球錦標賽     | 其他       | 男子單打 | 铜牌              |
| 2012年 | 泰國羽毛球黃金大獎賽     | 黃金大獎賽 | 男子單打 | 準決賽            |
| 2012年 | 印尼羽毛球黃金大獎賽     | 黃金大獎賽 | 男子單打 | 準決賽            |
| 2012年 | 澳門羽毛球黃金大獎賽     | 黃金大獎賽 | 男子單打 | 亞軍              |
| 2013年 | 日本羽毛球超級賽         | 超級賽     | 男子單打 | 準決賽            |
| 2013年 | 東亞運動會羽毛球比賽     | 其他       | 男子團體 | 金牌              |
| 2014年 | 亞洲運動會羽毛球比賽     | 其他       | 男子團體 | 銀牌              |
| 2015年 | 世界大學運動會羽毛球比賽 | 其他       | 混合團體 | 銀牌 （取消資格） |

| 2007-2017年 | 首要超級賽 | 超級賽 | 黃金大獎賽 | 大獎賽 | 國際挑戰賽 | 國際系列賽 | 未來系列賽 | 其他 |

| 2018-2026年 | 總決賽 | 超級1000賽 | 超級750賽 | 超級500賽 | 超級300賽 | 超級100賽 | 國際挑戰賽 | 國際系列賽 | 未來系列賽 | 其他 |

## 備註
1. ↑  2015年11月，中國隊成員于小含在大运会上進行的兴奋剂A瓶尿检結果呈阳性，违禁药品为西布曲明，其所奪的两枚银牌被取消[7]。